# Округ Роберсон (Северна Каролина)
Роберсон (енгл. Robeson County) је округ у америчкој савезној држави Северна Каролина.

## Демографија
По попису из 2010. године број становника је 134.168, што је 10.829 (8,8%) становника више него 2000. године.
| Група             | 2000.          | 2010.          |
| Белци             | 37.999 (30,8%) | 36.160 (27,0%) |
| Афроамериканци    | 30.973 (25,1%) | 32.637 (24,3%) |
| Азијати           | 404 (0,3%)     | 993 (0,7%)     |
| Хиспаноамериканци | 5.994 (4,9%)   | 10.932 (8,1%)  |
| Укупно            | 123.339        | 134.168        |